# Neurogenin-1
Neurogenin-1‏ (Neurogenin 1) هوَ بروتين يُشَفر بواسطة جين Neurogenin-1 في الإنسان.